# Jodid cínatý
Jodid cínatý, SnI2, je iontová sloučenina cínu a jodu. Je to oranžovo-červená pevná látka s teplotou tání 320 °C.
Lze jej připravit zahřívání cínu s jodem ve 2M kyselině chlorovodíkové:
Sn + I2 → SnI2
V krystalové struktuře má třetina atomů cínu koordinační číslo 6 a zbytek má koordinační číslo 7.